# فسفوکان
گیرنده تیروزینی پروتئین فسفاتاز زتا که همچنین به عنوان فسفاکان (Phosphacan) شناخته میشود، آنزیمی است که در انسان توسط ژن PTPRZ1 کد گزاری میشود.

## اهمیت بالینی فسفوکان
بیان این ژن در سلول‌های سرطانی معده، در الیگودندروسیتهای در حال میلینسازی مجدد در ضایعات مولتیپل اسکلروزیس و در سلول‌های کلیوی جنینی انسان تحت شرایط هیپوکسیک القا می‌شود. این پروتئین در سلول‌های گلیوبلاستوما بیش از حد بیان می‌شوند و باعث افزایش مهاجرت هاپتوتاکتیک می‌شوند.